# Oulu
Oulu (svensk: Uleåborg) er en by og en kommune i den finske region Norra Österbotten. Byen og kommunen havde 202.753 indbyggere den 31. august 2018, og er derfor den befolkningsrigeste by i det nordlige Finland og den femte største by i landet. Bortset fra Murmansk i Rusland, findes der ikke nogle større byer der ligger nordligere. Byen regnes som en af Europas "levende laboratorier", hvor beboerne eksperimenterer med nye teknologier (som NFC-tags og pervasive computing) på et samfundsmæssigt plan.

## Etymologi
Byen er opkaldt efter floden Oulujoki, som har sit udspring fra søen Oulujärvi. Der er også andre teorier om navnet 'Oulu'. En anden plausibel kilde til byens navn er et ord fra det samiske sprog, der betyder "flodvand" eller "vand fra floden".

## Historie
Oulu blev grundlagt den 8. april 1605 af kong Karl 9. af Sverige, overfor fortet bygget på øen Linnansaari. Grundlæggelsen fandt sted efter favorable fredsforhandlinger med Rusland. Området omkring Oulu har været befolket længe før grundlæggelsen af selve byen. Byen er beliggende ved Den Botniske Bugt, ved floden Oulujokis udløb, som længe har været en handelssted. Oulu var hovedsæde i Oulus len fra 1776 til 2009.
I 1822 blev store dele af byen ødelagt af brand. Arkitekten Carl Ludvig Engel (som primært er kendt for sine nyklassicistiske bygninger omkring Senatstorvet i Helsinki) blev herefter bedt om at udfærdige en plan for at genopbygge byen. Med ganske få ændringer, er denne plan fortsat basis for Oulus midtby. Oulus Katedral blev bygget i 1832 efter hans modeller, og spiret på katedralen stod færdig i 1844. Under Krimkrigen blev Oulus havn raseret af den Britiske Flåde, som ødelagde skibe produktionsfaciliteter. Dette ledte til international kritik af Storbritannien.
Byen var tidligere kendt for sin produktion af tjære og laks, men er senere udviklet sig til et stort high-tech center, især inden for IT og wellness-teknologi. Andre større industrier træbehandling, kemikalieindustrien, medicinalindustrien samt produktionen af papir og stål.
Pr. 1. januar 2009 blev Ylikiiminki-kommune sammenlagt med Oulus kommune. Oulu-kommune og kommunerne Haukipudas, Kiiminki, Oulunsalo, og Yli-Ii blev sammenlagt pr. 1. januar 2013.

## Geografi, klima og demografi
Oulu er beliggende i det nordlige Finland, med en relativ stor afstand til andre større byer i Finland. Oulu er beliggende ved Den Botniske Bugt. Oulu er inddelt i 106 distrikter, hvoraf de største er Haukipudas, Oulunsalo og Kaakkuri.
Oulu har et subarktisk klima, med kolde, snefyldte vintre og korte, varme somre. Den årlige gennemsnitstemperatur er 2,7 °C. Den gennemsnitlige nedbørsmængde er 477 mm over 105 dage om året, ofte sidst i sommer og efterår.
I 2008 var der 316 svensktalende indbyggere i Oulu, som derfor udgjorde 0,2% af befolkningen. I 2007 boede der 2.417 personer, fra andre lande end Finland, hvoraf 618 af disse var fra EU. 51,1% af befolkningen er kvinder.

## Kultur
De største kulturseværdigheder i Oulu er blandt andet Air Guitar World Championships, Mieskuoro Huutajat (også kendt som De Skrigende Mænd) og det nu opløste metal band Sentenced. Dødsmetal-bandet Kalmah blev dannet i Oulu i 1998.
Der bor mange kunstnere, forfattere og musikere i byen. Der afholdes en række koncerter inden for rock, klassisk musik og jazz  hvert år. Eksempler på disse inkluderer Oulu Music Video Festival, Air Guitar World Championships og Musixine Music Film Festival, alle i august. I juli bliver den årlige rock festival Qstock afholdt. Oulu Music Festival bliver afholdt om vinteren og Oulunsalo Music Festival om sommeren. Den irske festival i Oulu finder sted hver oktober, og den Internationale Børne Film Festival finder sted hver november.
Museer i Oulu inkluderer Norra Österbotten-museet, Oulu Kunstmuseum (OMA), Tietomaa Videnskabscenter og Turkansaari Frilandsmuseum. En skulptur af Frans Michael Franzén kan findes i byen, samt skulpturen Toripolliisi (engelsk: The Bobby at the Market Place).

## Uddannelse
Oulu Universitetet har sit hovedsæde i byen. Oulu er hjemsted for verdens nordligste arkitektskole. Arkitektskolen er kendt for sine stærke, regionale karaktertræk i udviklingen af arkitektur. En arkitektonisk bevægelse er opkaldt efter skolen, nemlig Oulun koulu, eller Oulu-skolen på dansk.
Oulu Erhvervsskole har over 13.000 studerende, og huser forskellige studier spredt ud over hele Oulu og de omkringliggende kommuner. Oulu International School er en blandt ni skoler i Finland, der tilbyder en grunduddannelse på engelsk.

## Transport
Oulu Lufthavn er Finlands næststørste lufthavn målt på passagerantal, og er beliggende 15 kilometer sydvest for bymidten. Oulus havn er en af de travleste i Den Botniske Bugt, og har fire separate havneområder.
Den korteste rejsetid til Helsinki fra Oulu Banegård er 5 timer og 29 minutter. Andre destinationer fra banegården tæller Kolari, Rovaniemi, Seinäjoki og Tampere.
Den vigtigste vej i Oulu er Motorvej 4 (E8/E75), der strækker sig fra Helsinki til Utsjoki. Oulu gør sig bemærket på transportområdet ved at have gode forhold for "let" trafik (fodgængere og cyklister). I 2010 havde byen mere end 600 km stisystemer for fodgængere og cyklister, samt mere end 100 broer og tunneller alene dedikeret til lettere trafikanter. Forholdet mellem gang- og cykelarealer og indbyggere er det højeste i Finland, og andelen af cyklende er på 20%. Derfor er Oulu ofte anerkendt som en god cykelby.
I 2015 åbnede et stort parkeringsanlæg under jorden i Oulus bymidte, kaldet Kivisydän eller 'hjerte af sten' på dansk. Netværket af parallelle veje for fodgængere og belister var boret ud af klippen 30 meter under jordoverfladen. Parkeringsanlægget inkluderer to ramper, 900 parkeringspladser (som kan udvides til 1.500), seks adgange til overfladen ved hjælp af 19 elevatorer, et serviceområde for kommercielle fragtbiler og moderne teknologi, der hjælper med at finde den parkerede bil og den nærmeste adgang til gaden ovenover.

## Arbejdskraft
Den vigtigste industri, vedrørende arbejdskraft, i Oulu er serviceindustrien, der i 2008 beskæftigede 43.049 personer, ud af i alt 75.158 beskæftigede. I 2016 blev arbejdsløsheden mål til 16,3%. De tre vigtigste arbejdsgivere er Oulu Kommune, Hospitalsdistriktet Norra Österbotten og Oulu Universitet.

## Venskabsbyer
Oulu er venskabsby med:
- Alta, Norge
- Arkhangelsk, Rusland
- Boden, Sverige
- Bursa, Tyrkiet
- Halle, Tyskland
- Leverkusen, Tyskland
- Odessa, Ukraine
- Siófok, Ungarn
- Astana, Kasakhstan